# Riiser-Larsen-ijsplateau
Het Riiser-Larsen-ijsplateau is een ijsplateau op Koningin Maudland, Antarctica. De ijsplaat strekt zich over circa 400 kilometer uit langs de kust van Kaap Norvegia in het noorden tot het eiland Lyddan en de Stancomb-Willsgletsjer in het zuiden.
Het ijsplateau scheidt de Weddellzee in het westen van de Koning Haakon VII-zee in het oosten.
Delen van het ijsplateau werden waargenomen door William Speirs Bruce in 1904, Ernest Shackleton in 1915 en Hjalmar Riiser-Larsen in 1930. Het grootste deel werd van 1951 tot 1952 door de Noors-Brits-Zweedse Antarctische expeditie vanuit de lucht gefotografeerd en in kaart gebracht. De kaarten werden uitgebreid aan de hand van luchtfoto's gemaakt tijdens Operation Deep Freeze. Het plateau werd vernoemd naar de Noorse luchtvaartpionier kapitein Hjalmar Riiser-Larsen, die het gebied in 1930 verkende.